# Bernice Carr Vukovich
Bernice Carr Vukovich (rođena Car) (1. siječnja 1938.) bila je južnoafrička tenisčica hrvatskog podrijetla. Otac joj je bio hrvatski iseljenik s poluotoka Pelješca.

## Domaći tenis
Bila je juniorskom prvakinjom Južne Afrike 1954. i 1955. godine. Kad je prešla u seniorke, osvojila je naslove 1958. i 1960. prvakinje Južne Afrike, a 1959. bila je doprvakinjom. 1958. je godine pobijedila u završnici Heather Brewer-Segal 3:6, 7:5, 6:4. 1959. nije uspjela obraniti naslov. Izgubila je u susretu protiv Sandre Reynolds 0:6, 6:8. 1960. je godine vratila naslov, uzvrativši Sandri Reynolds za lanjski poraz s 6:1, 2:6, 12:10.

## Međunarodni tenis
Odigrala je brojne međunarodne susrete u kojima je bila uspješna. Igrala je za Južnu Afriku u Federacijskom kupu 1965. u dvoboju četvrzavršnice protiv Velike Britanije. U pojedinačnoj je konkurenciji izgubila od Christine Janes, a u paru s Annette Du Plooy (r. Annette Van Zyl) protiv britanskog para Ann Haydon Jones / Deidre Keller (Deidre Catt).

### Otvoreno prvenstvo SAD-a
Na Otvorenom prvenstvu SAD-a 1960., pobijedila je 7:5, 6:4 u 3. kolu 17-godišnju Billie Jean King, buduću veliku zvijezdu svjetskog tenisa, igračicu koja je poslije uspjela osvojiti Grand Slam. Carr Vukovich je na tom turnira bila 7. nositeljicom. Ispala je u četvrtzavršnici od 3. nositeljice Christine Truman 3:6, 3:6.

### Roland Garros
Na Roland Garrosu 
1958. je u paru s Valerie Forbes došla do četvrtzavršnice, u kojoj su ispale od Australki Lorraine Coghlan i Fay Muller. U mješovitim je parovima igrala u paru s g. van Voorheesom i ispala u 1. kolu. U pojedinačnoj je konkurenciji ispala od 6. nositeljice Ann Haydon-Jones.
1960. je kao 10. nositeljica došla do 3. kruga, u kojem je ispala od 7. nositeljice Jan Lehane. U paru je s Mimi Arnold ispala od Ilse Buding i Vere Sukove u 2. kolu. U mješovitom paru s Gaetanom Koenigom ispala je u 2. kolu od Françoise Dürr i g. Korde.

### Otvoreno prvenstvo Australije
Na Otvorenom prvenstvu Australije sudjelovala je 1965. godine. U pojedinačnoj je konkurenciji ispala od Talijanke Lee Pericoli u 1. kolu. U parovima je ispala u 2. kolu. Igrala je u paru s Australkom Kaye Dening, a ispale su od 3. nositeljica Australke Robyn Ebbern  i slavne Billie-Jean Moffitt. U mješovitim je parovima igrala s Nizozemcem Janom Hajerom, a ispali su od Australca Billa Bowreya i Australke Jill Blackman.

### Wimbledon
1962. je godine u 1. kolu ispala od Britanke Deidre Catt.
1968. je ispala u 2. kolu od Amerikanke Kristy Pigeon. U paru s Britankom Ritom Lauder ispala je u 1. kolu od Amerikanke Julie Heldman i Australke Fay Toyne.
1969. je u paru s Valerie Forbes ispala u 1. kolu od Francuzice Rosie Darmon i Talijanke Lee Pericoli. U pojedinačnoj konkurenciji ispala je u 2. kolu od 2. nositeljice, slavne Billie Jean King.